# Artur Joseph
Artur Joseph (* 29. Juli 1897 in Köln; † 26. November 1983 in Frankfurt am Main) war ein deutscher Journalist.

## Werdegang
Joseph kam als Sohn jüdischer Geschäftsleute zur Welt. Seine Eltern führten eine Kette von Schuhgeschäften, die er später selbst übernahm. 1938 emigrierte er nach Palästina. Ende der 1950er Jahre kehrte er nach Deutschland zurück und ließ sich in Frankfurt a. M. nieder, wo er als Journalist arbeitete. Daneben war er schriftstellerisch tätig.

## Ehrungen
- 1934: Ehrenkreuz für verwundete Frontkämpfer[1]
- 1967: Verdienstkreuz 1. Klasse der Bundesrepublik Deutschland
- 1976: Ehrenbrief des Landes Hessen
- 1977: Goetheplakette der Stadt Frankfurt am Main

## Schriften
- Meines Vaters Haus. Ein Dokument. (Memoiren), Cotta-Verlag, 1959
- Theater unter vier Augen. Gespräch mit Prominenten. Kiepenheuer & Witsch, 1969